# 쿠두구
쿠두구(프랑스어: Koudougou)는 부르키나파소 중서부 주 불키엠데 현에 위치한 도시이다. 부르키나파소에서 3번째로 큰 도시이며 인구는 131,825(2006년 기준)이다.